# 1885
Cette page concerne l'année 1885 (MDCCCLXXXV en chiffres romains) du calendrier grégorien.
L'année 1885 est une année commune qui commence un jeudi.

## Événements

### Afrique
- 1er février, Angola : le traité de Simulambuco place le Cabinda sous le protectorat du Portugal[1].
- 5 février : les Italiens s’installent à Massaoua en Érythrée et bloquent la côte. Prenant le prétexte du massacre de l’explorateur Gustave Bianchi en 1884 et sollicité par le Royaume-Uni, le gouvernement se résout à agir dès décembre 1884. Début de la première guerre italo-éthiopienne[2].

- 26 février : acte général du Congrès de Berlin sur le partage de l’Afrique[3]. La conférence de Berlin reconnaît la souveraineté du roi des Belges Léopold II, sur l'État indépendant du Congo[4], à titre personnel. Il s’autorise à y intégrer le Katanga. le Royaume-Uni fait reconnaître ses droits sur la Côte de l'Or et le Nigeria (1885-1890). L'acte reconnaît implicitement les revendications de la France sur le Haut et Moyen Niger.
- 27 février : Les Allemands établissent un protectorat sur 140 000 km2 au Tanganyika. Bismarck accorde une charte à la Deutsche Ost Afrikanische Gesellschaft[5].
- 26 mars : traité de protectorat entre le commandant de la colonie d’Obock Lagarde et les chefs Issas[6]. Des compagnies françaises s’installent à Djibouti et à Tadjourah.
- 31 mars : le Betchouanaland (Botswana) devient protectorat britannique (fin en 1966)[7].
- 1er juin : traité entre le Royaume-Uni (National African Company) et le Sokoto[8].
- 5 juin : les Britanniques établissent un protectorat sur les districts qui longent le cours du Niger[8]. Les États yorouba pillent leurs vassaux pour compenser la perte de revenus due à la répression de commerce négrier de contrebande. le Royaume-Uni profite des troubles pour officialiser son protectorat sur les « rivières de l’huile » (« Oil Rivers »).
- 1er juin : traité entre la National African Company et le Gwandu (Kebbi actuel)[8].
- 10-14 juin : premiers accrochages entre Samori Touré et les troupes françaises à Niagassola sur la rive gauche du Niger. Les Français du commandant Combes doivent se replier fin juillet[9].
- Juin - juillet : début de l’insurrection islamique au Sénégal de Mamadou Lamine Dramé (fin en décembre 1887)[10].
- 6 juillet : inauguration de la ligne de chemin de fer Dakar-Saint-Louis du Sénégal[11].
- 1er août : Léopold II de Belgique notifie sa souveraineté sur l’État indépendant du Congo[12].
- 7 août : une escadre allemande dirigée par Karl Paschen accoste à Zanzibar et somme le sultan de reconnaître le protectorat allemand sur le continent[13]. Blocus de Zanzibar par l’Allemagne, le Royaume-Uni et l’Italie. L’Allemagne occupe la côte du Tanganyika et la Grande-Bretagne la côte du Kenya, tout en maintenant l’autorité virtuelle du sultan.
- 6 septembre, Koulikoro : le lieutenant de vaisseau Davoust prend le commandement de la canonnière Niger et descend le fleuve jusqu’à Diafarabé, entre Ségou et Mopti[14].
- 16 septembre, Le Caire : départ de l’expédition de Jules Borelli au Kaffa, en Éthiopie (fin en novembre 1888)[15].
- 29 octobre : meurtre de l’évêque anglican James Hannington[16]. Début du massacre de missionnaires anglicans au Bouganda. « Guerres de religion » entre catholiques, protestants et musulmans au Bouganda (1885-1892).
- 17 décembre : la reine Ranavalona III signe un traité d’alliance et de protectorat avec la France, qui lui reconnaît le titre de reine de Madagascar et la qualité de tutrice de l’île pour les relations extérieures[17]. La France reçoit en échange la baie de Diego-Suarez, les îles Nossi-Bé et de Sainte-Marie.
- Les Britanniques occupent Zeilah, Berbera et Bulhar, annexés à la Somalie britannique en 1888[18].
- Les Chokwe, peuple vivant au centre de l’Angola actuelle, envahissent le pays Lounda du Katanga puis sont refoulés en 1887 (guerre de la flèche de bois)[19]. Le pays devient un protectorat belge.
- Rabah est maître d’un territoire correspondant à la moitié orientale de l’actuelle République centrafricaine[20]. Il attaque les Mandja qui se retranchent au Kaga Kazemba et il doit lever le siège[21].

#### Afrique du Nord

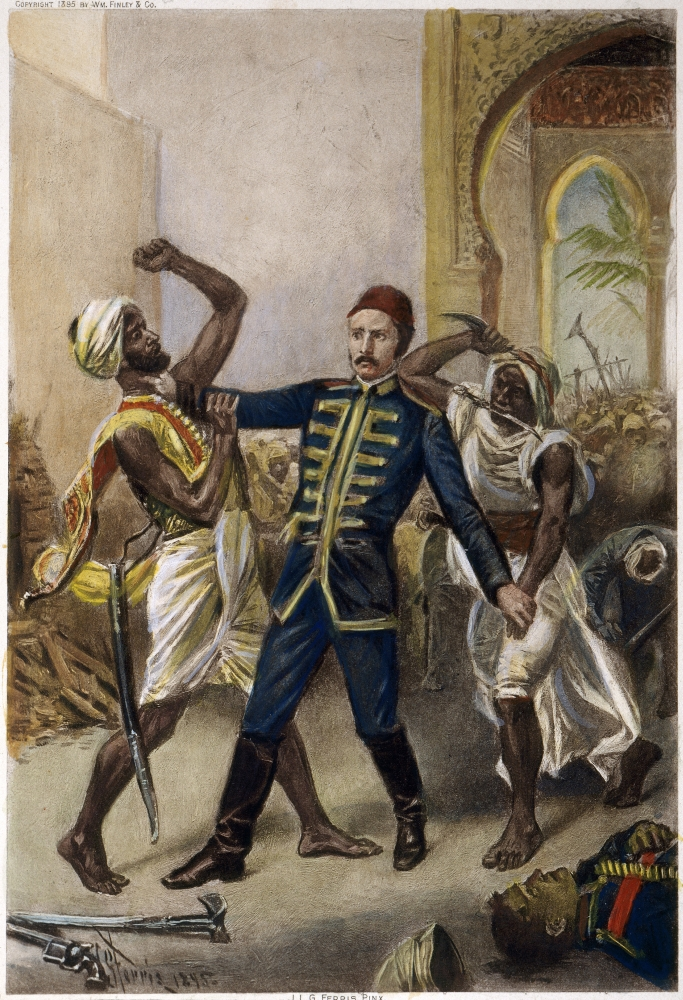
26 janvier : mort de Charles George Gordon. Elle permet aux Britanniques de justifier stratégiquement leur présence en Égypte. L’armée de secours commandée par le général Wolseley rebrousse chemin sans tenter de reprendre la ville, puis abandonne Dongola, sa base de départ. Le Mahdi œuvre à la constitution d’un État islamique, qui s’étend sur la superficie approximative du Soudan actuel, et établit sa capitale à Omdourman, face à Khartoum.

- 16-17 janvier, Guerre des Mahdistes : victoire britannique à la bataille d’Abu Klea[22].
- 19 janvier : victoire britannique sur les mahdistes à la bataille d’Abu Kru[22].
- 26 janvier : le Mahdi prend Khartoum et le général britannique Charles George Gordon est tué[22].
- 10 février : victoire britannique sur les mahdistes à la bataille de Kirbekan[23].
- 22 mars : victoire britannique sur les mahdistes à la bataille de Tofrek[24].
- 1er avril : décret sur l’organisation municipale en Tunisie[25]. La France entreprend de réformer l’administration des provinces. Des conseils où sont représentés Tunisiens, Français et étrangers, présidés par des caïds, siègent dans les principales villes. Les contrôleurs généraux des différentes régions servent d’intermédiaires entre les conseils et le résident général. L’unité administrative reste la tribu dans les zones rurales et la municipalité dans les zones urbaines.
- 4 avril : manifestation à Tunis contre le protectorat français[26].
- 22 juin : mort du Mahdi dans des conditions mystérieuses[27]. Son fils et lieutenant (Khalifa) Abd Allah (Abdallahi ibn Muhammad, 1846-1899) prend le pouvoir, maintient l’unité du Soudan, bat les Éthiopiens mais ne peut envahir l’Égypte.
- 23 juin : par décret, le protectorat français sur la Tunisie sera exercé par le résident général qui contrôlera le bey[28].
- 21 août : les mahdistes prennent le contrôle de Kassala, qu’ils utilisent comme base pour attaquer l’Éthiopie[29].
- 23 septembre : victoire éthiopienne sur les mahdistes à la bataille de Kufit, premier affrontement de la guerre éthio-mahdiste[29].
- 30 décembre : victoire anglo-égyptienne sur les mahdistes qui tentaient d’envahir l’Égypte à la bataille de Ginnis[30].

### Amérique
- 11 janvier : soulèvement contre la politique centraliste du président Nuñez, à Tuluá dans l’État de Cauca. Début de la guerre civile colombienne[31].
- 28 février : Intentona de Barrios. Le président du Guatemala, Justo Rufino Barrios, proclame unilatéralement l’union des pays d’Amérique centrale, aussitôt rejetée par le Salvador, le Nicaragua et le Costa Rica. Ne pouvant réaliser son projet par la voie diplomatique, Barrios tente de l’imposer par la force et part en campagne le 23 mars[32].
- 4 mars : début de la présidence démocrate de Grover Cleveland aux États-Unis (fin en 1889)[33].
- 26 mars : début de la Rébellion du Nord-Ouest au Canada[34].
- 2 avril : défaite du Guatemala face au Salvador à la bataille de Chalchuapa. Le rêve du président du Guatemala Justo Rufino Barrios de rétablir par la force la Fédération centraméricaine s’effondre[32].
- 17 juillet : défaite des libéraux radicaux colombiens insurgés à la bataille de la Humareda[31]. La guerre civile prend fin en novembre avec la reddition du général Foción Soto y Siervo Sarmiento.
- 28 septembre : loi des Sexagénaires ou loi Saraiva-Cotegipe au Brésil. Tous les esclaves âgés d’au moins soixante ans sont libres[35]. Leur maître peut exiger d’eux trois ans de travail.

### Asie et Pacifique
- 3-4 janvier : victoire française sur la Chine à la bataille de Nui Bop, au Tonkin[36].
- 15 janvier : traité de commerce entre la France et la Birmanie[37].

- 13 février : prise de Lạng Sơn[38].

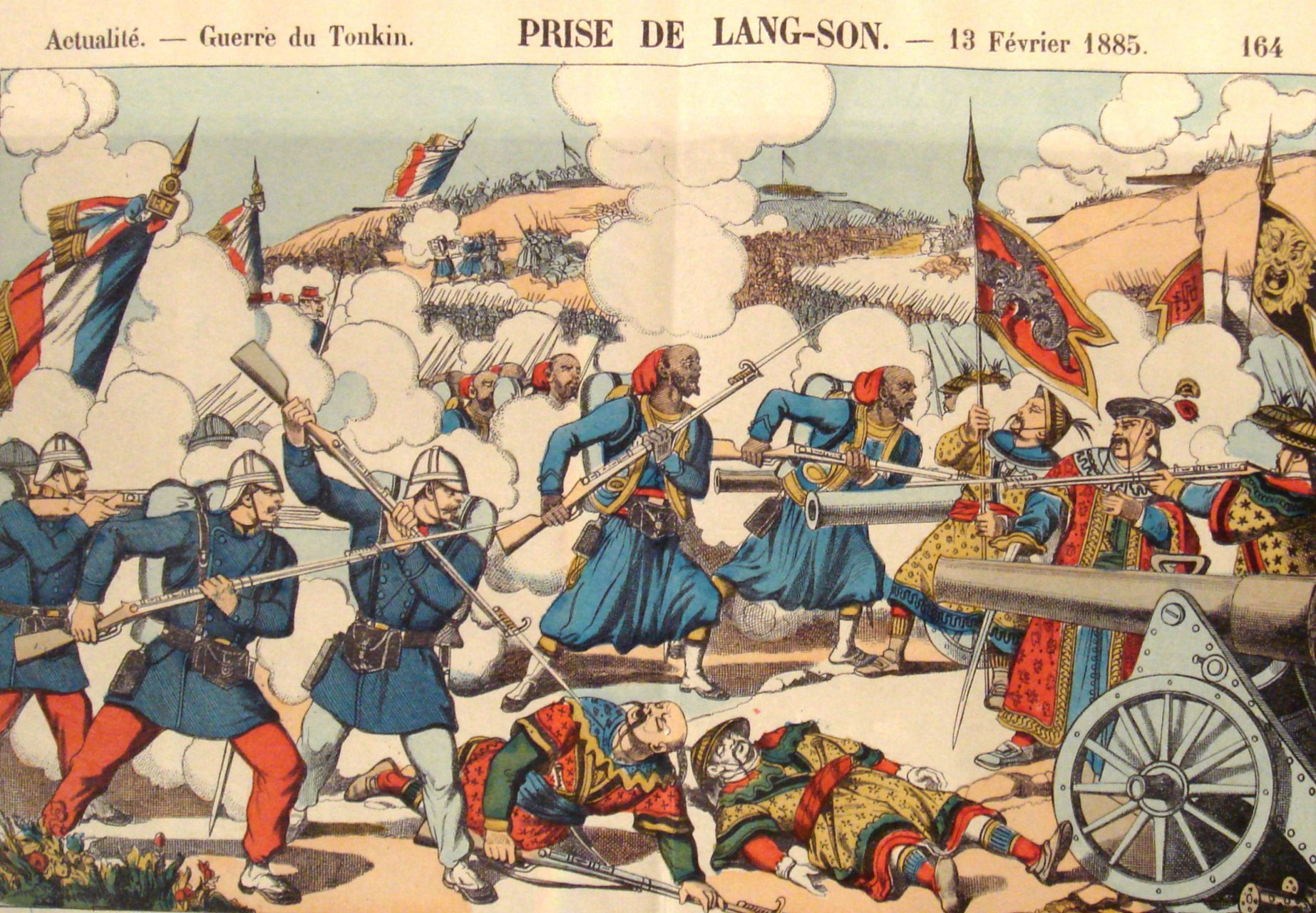
13 février : prise de Lạng Sơn

- 14 - 15 février : succès de l’amiral Courbet et ses 25 000 hommes sur la Chine au combat de Shipu. Les troupes chinoises sont vaincues par les forces françaises qui prennent Ningbo le 1er mars et s’emparent des îles Pescadores[39].
- 28 février-3 mars : fin du siège de Tuyên Quang par les Pavillons noirs[40].
- 2-3 mars, guerre franco-chinoise : victoire française à la bataille de Hoa Moc[38].
- 17 mars : début d’une insurrection à Kampot au Cambodge contre le protectorat français (1885-1886)[41].

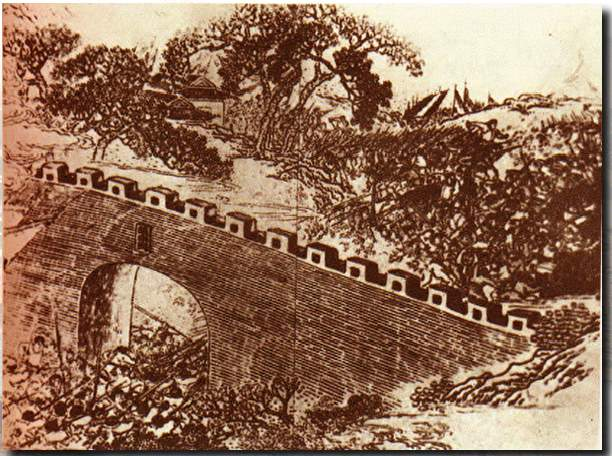
23 mars : victoire chinoise à la passe de Zhennan.

- 28 mars : abandon de Lạng Sơn, prise en février, par les Français, qui cause la chute du gouvernement Ferry[42].
- 30 mars, Afghanistan : occupation de Pendjeh par les Russes qui infligent une défaite cuisante aux Afghans à Ak Tepe. L’événement provoque une grave crise entre la Russie et le Royaume-Uni[43].
- 18 avril : traité de Li-Itō (ou convention de Tientsin) par lequel le Japon et la Chine retirent leurs troupes de Corée et décident de se notifier mutuellement toute intervention[44].
- Avril : l’Allemagne prend le contrôle des Salomon du Nord (fin en 1900).
- Mai, Nouvelle-Zélande : l’Américaine Mary Leavitt (en), représentante de la Woman's Christian Temperance Union, visite le pays et fonde quinze antennes du mouvement sur le territoire néo-zélandais[45].
- 9 juin : par le second traité de Tianjin, la Chine renonce à sa suzeraineté sur le Viêt Nam, où Paris a désormais les mains libres et peut exercer son protectorat sur l'Annam et le Tonkin[46]. La France renonce à la conquête de Taïwan. Les Français obtiennent le libre commerce en Chine méridionale. Fin de la Guerre franco-chinoise.
- 13 juillet : l’empereur d’Annam Hàm Nghi lance un appel à la résistance contre le protectorat français par l’appel à la résistance Cần Vương (« soutien au roi »), qui déclenche une série de révoltes[47] ; Hàm Nghi est exilé en Algérie en 1888[48].
- 14 juillet : découverte de filons d’or à Halls Creek en Australie[49].
- 10 septembre (29 août du calendrier julien) : accord russo-britannique signé à Londres sur la délimitation de la frontière afghane[50]. Les Russes conservent la ville de Pendjeh, mais les Afghans gardent la passe de Zulficar[51].
- 19 septembre : Đồng Khánh est intronisé empereur d’Annam par les autorités françaises[47].
- Automne, Arménie : fondation à Van du parti révolutionnaire Armenakan, destiné à organiser la résistance arménienne face aux persécutions turco-kurdes[52].
- 12 octobre : Taïwan devient une province chinoise (1885-1895) ; Liu Mingchuan en devient le premier gouverneur[53] (fin le 4 juin 1891).
- 22 octobre : début de la troisième guerre anglo-birmane. Ultimatum britannique au souverain de Haute-Birmanie après que celui-ci a confisqué les biens de la Bombay Birma Company[54]. Les Français refusent leur aide aux Birmans.
- 28 novembre : dix mille britanniques occupent Mandalay, capitale de la Haute-Birmanie. Le lendemain, le roi Thibaw Min est envoyé en exil et la Birmanie est annexée à l’Inde britannique le 1er janvier 1886[54].
- 11 décembre : traité entre le sultan de Johor et le gouvernement britannique[55]. Johor est le dernier État malais à se placer sous la protection de la couronne britannique.
- 22 décembre : un Premier ministre, Hirobumi Itō, est nommé par l’empereur du Japon[56]. Création d’un cabinet solidaire. L’État adopte un système de gouvernement à l’occidentale.
- 28 décembre : fondation à Bombay du Congrès national indien (Indian National Congress) par des Indiens libéraux fortement anglicisés, sur l’initiative d’un Britannique, Allan Octavian Hume, retraité de l'Indian Civil Service[57]. À l’origine un club de discussion pour gentlemen, se réunissant une fois par an, il va jouer un rôle de premier plan comme promoteur du nationalisme. Ses revendications portent sur l’élargissement de la participation des Indiens et sur d’autres questions d’ordre économique. Les leaders Surendranath Banerjee et Pherozeshah Mehta ont pour objectif essentiel d’influencer l’opinion britannique.
- Révolte à Saïgon, Khánh Hòa, Bình Thuận et Phú Yên (1885-1886)[58].
- Construction de la ligne ferroviaire de Delhi à la frontière afghane[59].
- Colmar Freiherr von der Goltz prend la direction de la mission militaire allemande à Constantinople, chargée de former une armée moderne[60].

### Europe
- 7 janvier, Russie : début de la grève des ouvriers du coton des usines Morozov à Orekhovo-Zouïevo (72 %)[61].
- 26 janvier : la mort héroïque du général Gordon Pacha qui défendait Khartoum contre le mahdi avec des troupes dérisoires bouleverse l’Angleterre et est une des causes de la chute de Gladstone en juin.
- 30 mars : affaire du Tonkin. Réaction anticolonialiste à la suite de l'incident de Lang Son au Tonkin, qui provoque la chute du gouvernement de Jules Ferry[38].
- 5 - 6 avril : création du parti ouvrier belge[62].
- 19 avril, Grèce : le chef du parti progressiste, Charílaos Trikoúpis, au pouvoir depuis 1880, est battu aux élections en raison de son attitude jugée trop conciliante envers l’étranger[63].
- 16 juin : début du ministère conservateur de Robert Cecil, marquis de Salisbury, Premier ministre du Royaume-Uni (fin en 1886). Randolph Churchill participe au gouvernement[64].
  - Le parti irlandais pour le Home Rule de Parnell monnaye son soutien aux conservateurs, plus enclins à faire des concessions que les libéraux, ce qui leur permet d’accéder au pouvoir[65]. Le projet de Home Rule concernant l'Irlande est discuté.

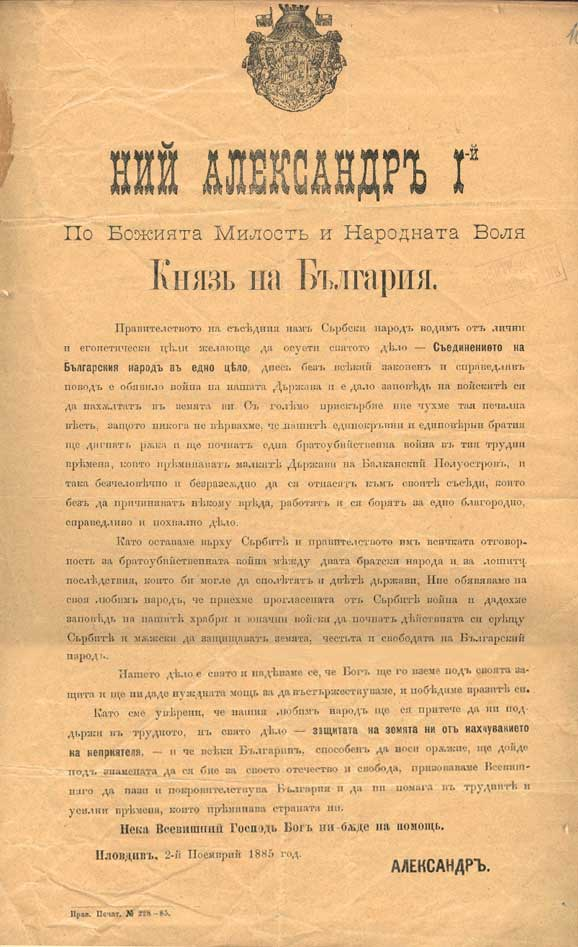
14 novembre : manifeste du Knyaz Alexandre Ier de Bulgarie marquant le début de la guerre serbo-bulgare

- 6 juillet : découverte en France du vaccin contre la rage par Louis Pasteur[66].
- 14 août :
  - le Parlement britannique adopte un land bill qui élargit les possibilités pour les Irlandais d’acheter des terres[67].
  - le Criminal Law Amendment Act à propos du droit de la sexualité entre en vigueur au Royaume-Uni[68].
- 17 août : le duc de Richmond devient le premier secrétaire pour l’Écosse[69].
- 20 septembre[70] : la principauté de Bulgarie s’agrandit de la Roumélie orientale à l’issue d’un soulèvement parti de Konaré (en) près de Plovdiv le 18 septembre[71]. Après avoir chassé le gouverneur de la Roumélie orientale, le président du gouvernement provisoire proclame Alexandre Ier prince des Bulgaries-Unies.
- 14 novembre : début de la Guerre serbo-bulgare à la suite de l’annexion par la Bulgarie de la Roumélie orientale[70] (fin le 3 mars 1886). La Serbie, inquiète de l’apparition d’un nouveau foyer slave dans la région, envahit la Bulgarie, mais est défaite. L’Autriche appelle à la tenue d’une conférence internationale pour avaliser la nouvelle situation.
- 17-18 novembre : victoire bulgare sur la Serbie à la bataille de Slivnitsa[72].
- 25 novembre : mort d’Alphonse XII d'Espagne, qui laisse un héritier posthume, Alphonse XIII (né le 17 mai 1886), sous la régence de sa femme Marie-Christine de Teschen[73]. Les deux grands partis concluent le pacte du Pardo, qui fonde la vie politique sur le bipartisme et l’alternance dans la conciliation (le changement de gouvernement précède les élections[74] ; il est dû à un accord entre les partis, le pactisme). Le parti libéral de Praxedes Mateo Sagasta gouverne jusqu’en 1890. Son programme s’articule autour de la réforme de la Constitution de 1876 et de la reconnaissance de diarchie Cortès-roi comme dépositaire de la souveraineté nationale.
- Renforcement de la russification en Pologne : le russe est obligatoire dans les écoles primaires, sauf pour les cours de polonais et de catéchisme[75].

## Naissances en 1885
- 1er janvier :
  - Antonio Cañero, rejoneador espagnol († 21 février 1952).
  - Lucienne Capdevielle, peintre et pastelliste française († 17 octobre 1961).
  - Alice Paul, féministe américaine († 9 juillet 1977).
  - Marie-Louise Pichot, peintre française († 27 juin 1947).
- 3 janvier :
  - Anna Lesznai, poétesse, graphiste et peintre hongroise († 2 octobre 1966).
  - Sylvie (Louise Sylvain), actrice française († 5 janvier 1970).
- 4 janvier : Jules-René Bouffanais, peintre et graveur français († 15 mai 1915).
- 8 janvier : 
  - Dett, peintre animalière française († 14 juin 1972).
  - Anton Grylewicz, ouvrier et homme politique allemand social-démocrate puis communiste († 2 août 1971).
- 18 janvier :
  - Charles-Paul Dufresne, graveur au burin, dessinateur, illustrateur et peintre français († 14 août 1956).
  - André Noufflard, peintre franco-italien († 18 mai 1968).
- 19 janvier : Allan Jeayes, acteur anglais († 20 septembre 1963).
- 22 janvier : Eugène Christophe, coureur cycliste français († 1er février 1970).
- 25 janvier : Eduard Künneke, compositeur allemand d'opéras, d'opérettes et de musique pour le théâtre († 27 octobre 1953).
- 26 janvier : Antoine Jacquemond, peintre et enseignant français († 7 juin 1970).
- 27 janvier :
  - Ludwig Egidius Ronig, peintre allemand († 28 novembre 1959).
  - Seison Maeda, peintre japonais († 29 octobre 1977).
- 28 janvier :
  - Maurice Brocco, coureur cycliste français († 26 juin 1965).
  - Verner Forsten, homme politique finlandais († 23 avril 1956).
- 30 janvier : Iuliu Hossu, cardinal roumain, évêque de Gherla († 28 mai 1970).
- 31 janvier : André Mare, décorateur, architecte d’intérieur et peintre français († 3 novembre 1932).

- 2 février : Paul-Émile Bécat, peintre, graveur et dessinateur français († 1er janvier 1960).
- 3 février :
  - Émilien Barthélemy, peintre français († 4 février 1964).
  - Germaine Bongard, peintre et couturière française († 23 janvier 1971).
  - Moses Levy, peintre et graveur italo-britannique († 2 avril 1968).
- 5 février : Burton Downing, coureur cycliste américain († 1er janvier 1929).
- 6 février : Charles Henry Bartlett, coureur cycliste britannique († 30 novembre 1968).
- 7 février : Sinclair Lewis, écrivain américain († 10 janvier 1951).
- 9 février : Alban Berg, compositeur († 24 décembre 1935).
- 10 février : Alice Voinescu, écrivain, essayiste, professeur d'université, critique de théâtre et traductrice roumaine († 4 juin 1961).
- 12 février :
  - Paolo Paschetto, peintre italien († 9 mars 1963).
  - Josef Wenig, peintre, illustrateur, scénographe et costumier austro-hongrois puis tchécoslovaque († 8 septembre 1939).
- 14 février : Ernest Pérochon, écrivain français († 10 février 1942).
- 16 février : Albert Braïtou-Sala, peintre français († 29 septembre 1972).
- 18 février : Henri Laurens, sculpteur, peintre, dessinateur et graveur cubiste français († 5 mai 1954).
- 19 février :
  - Acho Chakatouny, acteur, réalisateur et chef maquilleur russe et français († 4 avril 1957).
  - Georges Gass, peintre français († 19 septembre 1914).
  - Léon Manière, chef d'orchestre et compositeur français († 22 mai 1954).
- 20 février :
  - Vittorio Cini, financier italien († 18 septembre 1977).
  - Otto Meyer-Amden, peintre et graphiste suisse († 15 janvier 1933).
- 21 février : Sacha Guitry, écrivain et réalisateur français († 24 juillet 1957).
- 22 février : Jan Bolesław Czedekowski, peintre polonais († 8 juillet 1969).
- 23 février : Guy Weadick, cow-boy, acteur et promoteur canado-américain († 13 décembre 1953).
- 24 février :
  - Witkacy : philosophe, pamphlétaire, peintre, photographe et romancier polonais († 18 septembre 1939).
  - Chester William Nimitz, amiral américain († 20 février 1966).

- 1er mars : Lionel Atwill, acteur britannique († 22 avril 1946).
- 2 mars :
  - Raffaele De Grada, peintre italien († 10 avril 1957).
  - Suzanne Drouet-Réveillaud, peintre orientaliste française († 24 mars 1970).
- 2 mars ou 15 mars : Rougena Zátková, peintre et sculptrice austro-hongroise puis tchécoslovaque († 29 octobre 1923).
- 4 mars : Michel-Adrien Servant, peintre français († 27 septembre 1949).
- 10 mars : Pierre-Jules Boulanger, inventeur de la Citroën 2CV († 11 novembre 1950).
- 11 mars : Hans Leibelt, acteur allemand († 3 décembre 1974).
- 13 mars :
  - Murray Carrington, acteur britannique († 2 décembre 1941).
  - Alphonse Quizet, peintre français († 7 mars 1955).
- 14 mars : Gustav Adolf Semler, acteur allemand († 24 février 1968).
- 15 mars :
  - Leo Delaney, acteur américain († 4 février 1920).
  - Georgi Genov, avocat bulgare († 27 juin 1967).
- 16 mars :
  - Sydney Chaplin, acteur et réalisateur britannique († 16 avril 1965).
  - Maurice Loutreuil, peintre français († 21 janvier 1925).
- 20 mars : Jacques Raverat, peintre français († 6 mars 1925).
- 23 mars : Louis Even, religieux et propagandiste canadien d'origine française († 27 septembre 1974).
- 24 mars : Pierre Combet-Descombes, peintre français († 4 décembre 1966).
- 28 mars : Marc Delmas, compositeur français († 30 novembre 1931).
- 30 mars : Noël Nouët, poète, peintre et dessinateur français († 2 octobre 1969).
- 31 mars : Jules Pascin, peintre américain d'origine bulgare († 2 juin 1930).

- 1er avril : Wallace Beery, acteur américain († 15 avril 1949).
- 2 avril :
  - Walter Bromme, compositeur allemand de chansons populaires et d'opérettes († 30 mars 1943).
  - Coutisson des Bordes, peintre français († 5 décembre 1949).
- 4 avril : Helen Saunders, peintre britannique († 1er janvier 1963).
- 6 avril : Carlos Salzedo, harpiste, compositeur, pianiste et chef d'orchestre français († 17 août 1961).
- 12 avril :
  - Francisco Bru, premier sélectionneur de l'équipe d'Espagne de football († 10 juin 1962).
  - Robert Delaunay, peintre français († 25 octobre 1941).
- 13 avril : Georg Lukács, philosophe marxiste, sociologue et  critique littéraire hongrois († 4 juin 1971).
- 19 avril : John Stol, coureur cycliste néerlandais († 26 juillet 1973).
- 23 avril : Phil Dunham, acteur et écrivain anglais († 5 septembre 1972).
- 24 avril :
  - Edward Henri Guyonnet, peintre français († 22 juillet 1980).
  - Don S. Williams, homme politique canadien († 24 février 1957).
- 27 avril : Paul Charles, magistrat et homme politique belge († 6 avril 1954).
- 29 avril :
  - Esther de Mézerville, femme politique et féministe costaricienne († 1971).
  - Wallingford Riegger, compositeur américain († 2 avril 1961).
- 30 avril : Luigi Russolo, peintre et compositeur italien († 4 février 1947).

- 3 mai : Cesare Brambilla, coureur cycliste italien († 3 mars 1954).
- 4 mai :
  - Francis Compton, acteur américain († 17 septembre 1964).
  - Frank H. Wilson, acteur, chanteur, dramaturge, metteur en scène et scénariste américain († 16 février 1956).
- 5 mai :
  - Max Asher, acteur américain († 15 avril 1957).
  - Agustín Barrios Mangoré, compositeur paraguayen pour guitare († 7 août 1944).
- 10 mai : Aladár Huszár, homme politique hongrois († 4 février 1945).
- 12 mai : Mario Sironi, peintre italien († 13 août 1961).
- 13 mai : James Sutherland Spore, homme politique américain († 28 avril 1937).
- 14 mai :
  - Otto Klemperer, chef d'orchestre allemand († 6 juillet 1973).
  - Gaston Pottier, peintre français († 21 août 1980).
- 15 mai : Georges Parent, coureur cycliste français († 22 octobre 1918).
- 17 mai : Frédéric Fiebig, peintre letton († 6 février 1953).
- 18 mai : Charles Arthur Banks, homme politique canadien († 28 septembre 1961).
- 19 mai : Paul Bildt, acteur et réalisateur allemand († 13 mars 1957).
- 20 mai :
  - Giovanni Gerbi, coureur cycliste italien († 6 mai 1955).
  - Maurice Leroy, peintre, illustrateur, décorateur et dessinateur humoriste français († 18 octobre 1973).
- 21 mai : Hélène Oettingen, peintre et femme de lettres française († 3 août 1950).
- 22 mai : Maurice Bardonneau, coureur cycliste français († 3 juillet 1958).
- 23 mai : Gustaw Gwozdecki, peintre, sculpteur et écrivain polonais († 7 mars 1935).
- 26 mai : Gaston Baty, homme de théâtre († 13 octobre 1952).
- 31 mai : Hellmuth Jahn, peintre allemand († ?).

- 3 juin :
  - Boris Kamkov, homme politique russe puis soviétique († 29 août 1938).
  - Iakov Sverdlov, homme politique russe puis soviétique († 16 mars 1919).
- 4 juin : Arturo Rawson, militaire et homme politique argentin († 8 octobre 1952).
- 5 juin : Georges Mandel, homme politique français († 7 juillet 1944).
- 7 juin : Eugène Narbonne, peintre et illustrateur français († 18 juin 1973).
- 10 juin :
  - Marius Hubert-Robert, peintre orientaliste et illustrateur français († 14 mars 1966).
  - Ryūshi Kawabata, peintre japonais († 6 avril 1966).
- 11 juin : Francesco Verri, coureur cycliste italien († 6 juin 1945).
- 12 juin : Stanley Logan, acteur, dialoguiste, metteur en scène et réalisateur anglais († 30 janvier 1953).
- 17 juin : Jean-Jacques Haffner, aquarelliste, professeur d'architecture et architecte français († 20 mars 1961).
- 18 juin : Ernie Adams, acteur américain († 26 novembre 1947).
- 20 juin :
  - Eino Rahja, homme politique russo-finnois († 26 avril 1936).
  - Allan Riverstone McCulloch, zoologiste australien († 1er septembre 1925).

- 4 juillet : Louis B. Mayer, producteur de cinéma américain d'origine russe († 29 octobre 1957).
- 5 juillet :
  - Edmond Lesellier, peintre français († 20 novembre 1920).
  - André Lhote, peintre français († 25 janvier 1962).
- 11 juillet : Roger de La Fresnaye, peintre cubiste et sculpteur français († 27 novembre 1925).
- 12 juillet : George Butterworth, compositeur anglais († 5 août 1916).
- 17 juillet : Benjamin Dale, compositeur anglais († 30 juillet 1943).
- 19 juillet :
  - Madeleine Bunoust, peintre française († 5 novembre 1974).
  - Aristides de Sousa Mendes, consul portugais († 3 avril 1954).
- 20 juillet : André Ballet, plasticien français († 10 novembre 1959).
- 23 juillet : Robert Danneberg, avocat et homme politique austro-hongrois puis autrichien († 12 décembre 1942).
- 31 juillet : Marthinus Lourens de Villiers, compositeur sud-africain († 17 mai 1977).

- 4 août : Lucien Mainssieux, peintre, critique musical et graveur français († 8 juillet 1958).
- 13 août : Jean Buhot, peintre, illustrateur et graveur sur bois français († 5 septembre 1952).
- 18 août : Roman Kramsztyk, peintre polonais d'origine juive († 6 août 1942).
- 21 août : Leo Funtek, violoniste, chef d'orchestre et orchestrateur serbe puis yougoslave († 13 janvier 1965).
- 25 août : Robert Dessales-Quentin, peintre paysagiste et aquarelliste français († 17 mai 1958).
- 30 août : Alexandre Chliapnikov, homme politique russe puis soviétique († 2 septembre 1937).
- 31 août : Henriette Ith-Wille, pacifiste et infirmière suisse († 12 novembre 1978).

- 7 septembre : Károly Szendy, homme politique hongrois († 4 novembre 1953).
- 9 septembre : Paul Henckels, acteur allemand († 27 mai 1967).
- 10 septembre : Dora Pejačević, compositrice croate († 5 mars 1923).
- 11 septembre : D. H. Lawrence, écrivain britannique († 2 mars 1930).
- 16 septembre : Léon Hourlier, coureur cycliste français († 16 octobre 1915).
- 17 septembre : George Cleveland, acteur canadien († 15 juillet 1957).
- 18 septembre : Üzeyir Hacıbəyov, compositeur, chef d'orchestre, scientifique, producteur, professeur et traducteur azéri († 23 novembre 1948).
- 19 septembre : Ernst Reicher, acteur et réalisateur allemand († 1er mai 1936).
- 22 septembre : Erich von Stroheim, acteur, scénariste et réalisateur († 12 mai 1957).

- 4 octobre : Harvey Clark, acteur américain († 19 juillet 1938).
- 7 octobre : Niels Bohr physicien danois († 18 novembre 1962).
- 11 octobre :
  - François Mauriac, écrivain français († 1er septembre 1970).
  - Georges Passerieu, coureur cycliste français († 5 mai 1928).
- 15 octobre : Jóhannes Sveinsson Kjarval, peintre islandais († 13 avril 1972).
- 16 octobre : Georges Pilley, peintre français († 3 février 1974).
- 17 octobre : Ernesto Azzini, coureur cycliste italien († 14 juillet 1923).
- 18 octobre : Jules Cuénod, musicien et compositeur suisse († 20 août 1986).
- 19 octobre : Lajos Tihanyi, peintre hongrois († 12 juin 1938).
- 21 octobre : Jan Altink, peintre expressionniste néerlandais et cofondateur de De Ploeg (en) († 6 décembre 1971).
- 27 octobre: Sigrid Hjertén, peintre moderniste suédoise († 24 mars 1948).

- 1er novembre : Jacques Gachot, peintre français († 15 décembre 1954).
- 2 novembre : Harlow Shapley, astrophysicien américain († 20 octobre 1972).
- 5 novembre :
  - Henri Collet, professeur de littérature espagnole, compositeur et critique musical français († 23 novembre 1951).
  - Li Jishen, chef militaire et homme politique chinois († 9 octobre 1959).
  - Gabriel Moiselet, peintre et affichiste français († 10 février 1961).
- 9 novembre : Henry Ryder, compositeur, chef d'orchestre et professeur de musique français († 27 mai 1943).
- 10 novembre : Lou Albert-Lasard, peintre française († 21 juillet 1969).
- 11 novembre : George Patton, général américain († 21 décembre 1945).
- 14 novembre : 
  - Sonia Terk-Delaunay, peintre ukrainienne († 5 décembre 1979).
  - Hans Kürsteiner, espérantiste suisse († 12 août 1968).
- 15 novembre : Herbert Rawlinson, acteur et producteur britannique († 12 juillet 1953).
- 17 novembre : Tetsugorō Yorozu, peintre japonais († 1er mai 1927).
- 21 novembre : Leslie Austin, acteur britannique († mai 1974).
- 22 novembre :
  - Valér Ferenczy, peintre et illustrateur hongrois et roumain  († 23 décembre 1954).
  - Georges Gaudion, chimiste, musicien, poète, peintre et illustrateur français († 17 février 1942).
- 30 novembre : He Guoguang, homme politique chinois († 21 avril 1969).

- 1er décembre :
  - Frederick Leister, acteur anglais († 24 août 1970)
  - Guy de Lioncourt, compositeur français († 24 ou 25 décembre 1961).
- 4 décembre : Enrique Normand, footballeur espagnol († 14 octobre 1955).
- 6 décembre : Louis Bouquet, peintre, décorateur, fresquiste et graveur français († 25 février 1952).
- 9 décembre : Aarno Yrjö-Koskinen, homme politique finlandais († 8 juin 1951).
- 10 décembre : Mários Várvoglis, compositeur grec († 31 juillet 1967).
- 12 décembre : Vladimir Tatline, peintre et sculpteur constructiviste russe puis soviétique († 31 mai 1953).
- 14 décembre :
  - Guido Marussig, peintre italien († 20 décembre 1972).
  - Richard Schmitz, homme politique austro-hongrois puis autrichien († 27 avril 1954).
- 16 décembre : Pierino Albini, coureur cycliste italien († 12 mars 1955).
- 17 décembre : Aubrey Mather, acteur britannique († 16 janvier 1958).
- 18 décembre : Gina Palerme, actrice du cinéma muet († 26 décembre 1977).
- 20 décembre : Pierre-Gustave Paltz, peintre français († 18 décembre 1921).
- 21 décembre : Marcel Cadolle, coureur cycliste français († 21 août 1956).
- 23 décembre : Pierre Brissaud, peintre et illustrateur de mode français († 17 octobre 1964).
- 25 décembre : John Bowers, acteur américain († 17 novembre 1936).
- 29 décembre : Cécile Jubert,  peintre et graveuse française († 1979).

- Date précise inconnue :
  - Alexandre Altmann, peintre russo-français de l'École de Paris († 1934).
  - Yórgos Bátis, musicien grec († 10 mars 1967).
  - Camille de Buzon, peintre français († 1964).
  - Albert Copieux, peintre, aquarelliste et graveur français († 1956).
  - Raphaël Delorme, peintre français († 1962).
  - Henriette Dubois-Damart, peintre pastelliste française († 1945).
  - Sergueï Guerassimov, peintre russe puis soviétique († 20 avril 1964).
  - Victorin-Nymphas Pagès, frère des écoles chrétiennes, vénérable catholique († 1966).
  - Sam Sandi, lutteur professionnel polonais, d'origine camerounaise († 29 avril 1937).
  - Agnes de Silva, militante féministe srilankaise pour les droits des femmes († 1961).
  - Jules Vandievoet, peintre décorateur de théâtre et régisseur belge († 13 octobre 1947).
  - Enrique Peris de Vargas, footballeur et athlète espagnol († 17 février 1953).

## Décès en 1885
- 9 janvier : Joseph O'Kelly, compositeur, pianiste et chef de chœur Nord-Irlandais (° 29 janvier 1828).
- 11 janvier : Salvatore Lo Forte, peintre italien (° 20 mars 1804).
- 1er février : Sidney Gilchrist Thomas ingénieur britannique (° 16 avril 1850).
- 8 février : Claude Guilleminet, peintre français (° 13 mars 1821).
- 14 février : Jules Vallès, journaliste, écrivain et homme politique français (°11 juin 1832)
- 12 mars : Jean-Baptiste Messager, peintre et dessinateur français (° 1812).
- 16 mars : Auguste Steinheil, peintre français (° 26 juillet 1814).
- 17 mars : Susan Warner, écrivaine américaine (° 11 juillet 1819).
- 31 mars : Franz Abt, compositeur allemand (° 22 décembre 1819).
- 18 avril : Jean Pezous, peintre français (° 6 mars 1815).
- 1er mai : André Gill, caricaturiste, peintre et chansonnier français (° 17 octobre 1840).
- 11 mai : Ferdinand Hiller, compositeur, chef d'orchestre et professeur de musique allemand (° 24 octobre 1811).

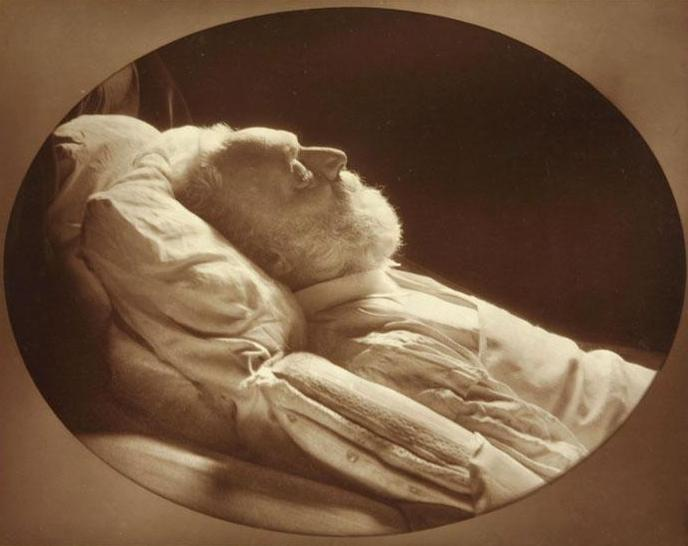
Victor Hugo sur son lit de mort
photographié par Nadar

- 22 mai : Victor Hugo, romancier et dramaturge français (° 26 février 1802).
- 23 mai : Carl Baermann, clarinettiste et compositeur allemand (° 24 octobre 1810).
- 1er juin : Armand Leleux, peintre français (° 18 juin 1818).
- 5 juin : Julius Benedict, compositeur et chef d'orchestre allemand naturalisé anglais (° 27 novembre 1804).
- 22 juin : Philip John Ouless, peintre, aquarelliste, paysagiste et portraitiste jersiais (° 7 avril 1817).
- 25 juin : Michel Dumas, peintre français (° 19 juin 1812).
- 15 juillet : Rosalía de Castro, écrivain et poétesse galicienne (° 24 février 1837).
- 23 juillet : Ulysses S. Grant, Président des États-Unis (° 27 avril 1822).
- 29 juillet : Henri Milne Edwards, zoologiste français (° 23 octobre 1800).
- 28 août : 
  - Julius Hopp, compositeur, chef d'orchestre, arrangeur et traducteur autrichien (° 18 mai 1819).
  - Léon Albert Hayon, peintre français (° 16 novembre 1840).
- 2 septembre : Pierre Letuaire, peintre et dessinateur français (° 6 août 1798).
- 6 septembre : Narcís Monturiol i Estarriol, homme politique et savant espagnol (° 28 septembre 1819).
- 11 septembre : Henri Charles Antoine Baron, peintre et illustrateur français (° 23 juin 1816).
- 13 septembre : Friedrich Kiel, compositeur et pédagogue allemand (° 7 octobre 1821).
- 23 septembre : Carl Spitzweg, poète et peintre allemand (° 5 février 1808).
- 8 octobre : Émile Perrin, peintre, critique d'art et décorateur de théâtre français (° 9 janvier 1814).
- 14 octobre : Thomas Davidson, paléontologue britannique (° 17 mai 1817).
- 20 octobre :  Michele Novaro, compositeur et patriote italien (° 23 décembre 1818).
- 21 octobre : Frédérique Émilie Auguste O'Connell, peintre allemande (° 22 mars 1823).
- 30 octobre : Gustav Adolf Merkel, organiste et compositeur allemand (° 12 novembre 1827).
- ? octobre : Alexandre Ségé, peintre de paysage et de genre français (° 15 juin 1819).
- 16 novembre :
  - Karamchand Uttamchand Gandhi, homme politique indien (° 1822).
  - Louis Riel, « père » du Manitoba, Canada (° 22 octobre 1844).
- 18 novembre : Theo van Lynden van Sandenburg, homme politique néerlandais (° 1826).
- 28 novembre : Ferdinand Charles François de Pape, peintre belge (° 10 avril 1810).
- 29 novembre : Fernand de Rossius, homme politique belge (° 28 juin 1831).
- 9 décembre : Auguste Hussenot, dessinateur, peintre et décorateur français (° 15 décembre 1798).
- 25 décembre : Amaury-Duval, peintre français (° 16 avril 1808).
- Date précise inconnue :
  - Édouard Agneessens, peintre belge (° 24 août 1842).
  - Mikhaïl Sajine, peintre paysagiste russe (° 1818).
  - Giovanni Servi, peintre italien (° vers 1795).